# Yttersjön (Undenäs socken, Västergötland)
Yttersjön är en sjö i Karlsborgs kommun i Västergötland och ingår i Motala ströms huvudavrinningsområde.